# Гейюм
Гейюм (нід. Hijum) — село в нідерландській провінції Фрисландія. Входить до муніципалітету Леуварден.
Його площа становить 3,67км², а населення станом на 2021 рік складало 395 осіб.
Перша згадка про населений пункт датується 1431 роком.

## Галерея

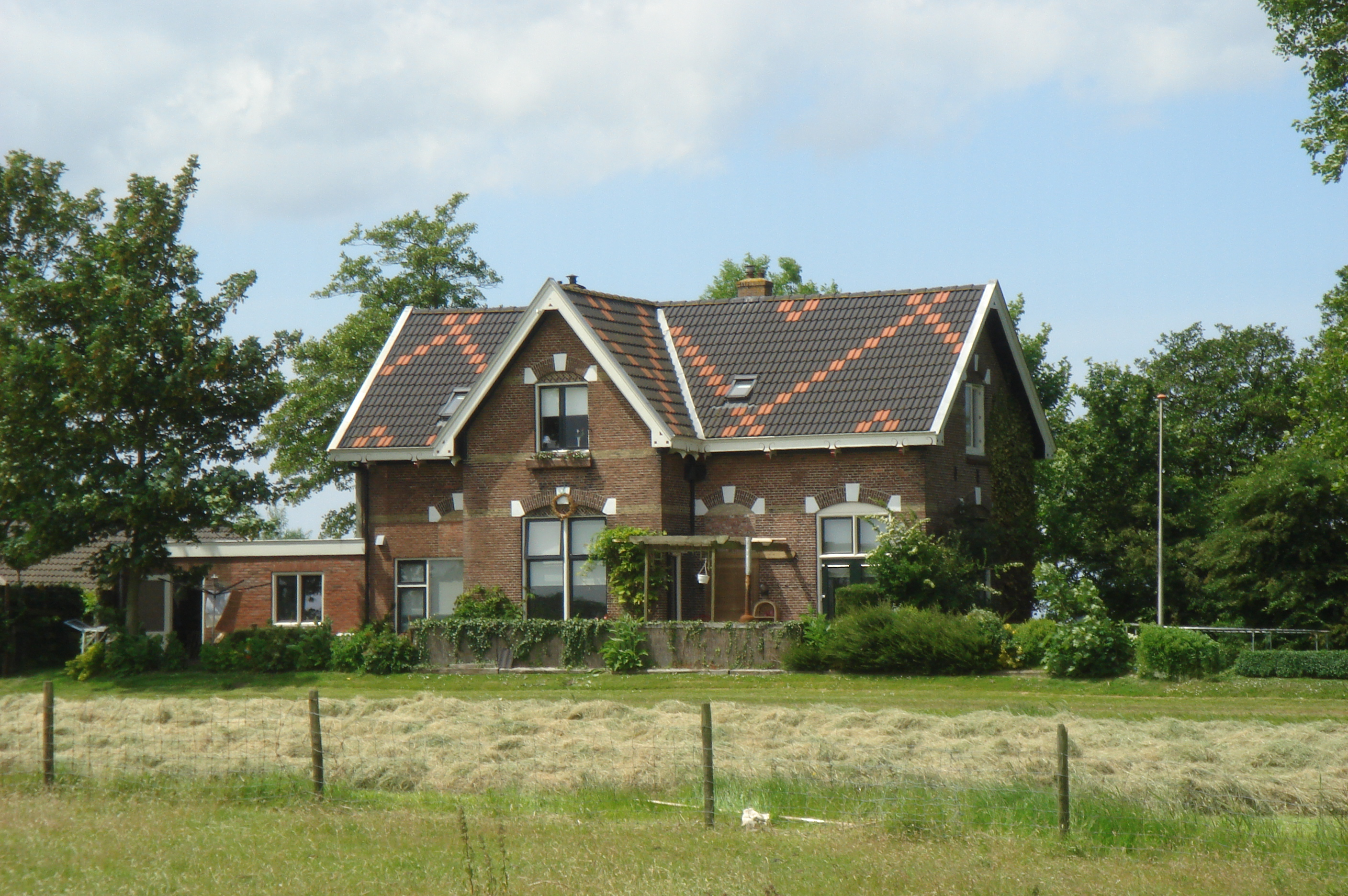
Будівля колишньої залізничної станції
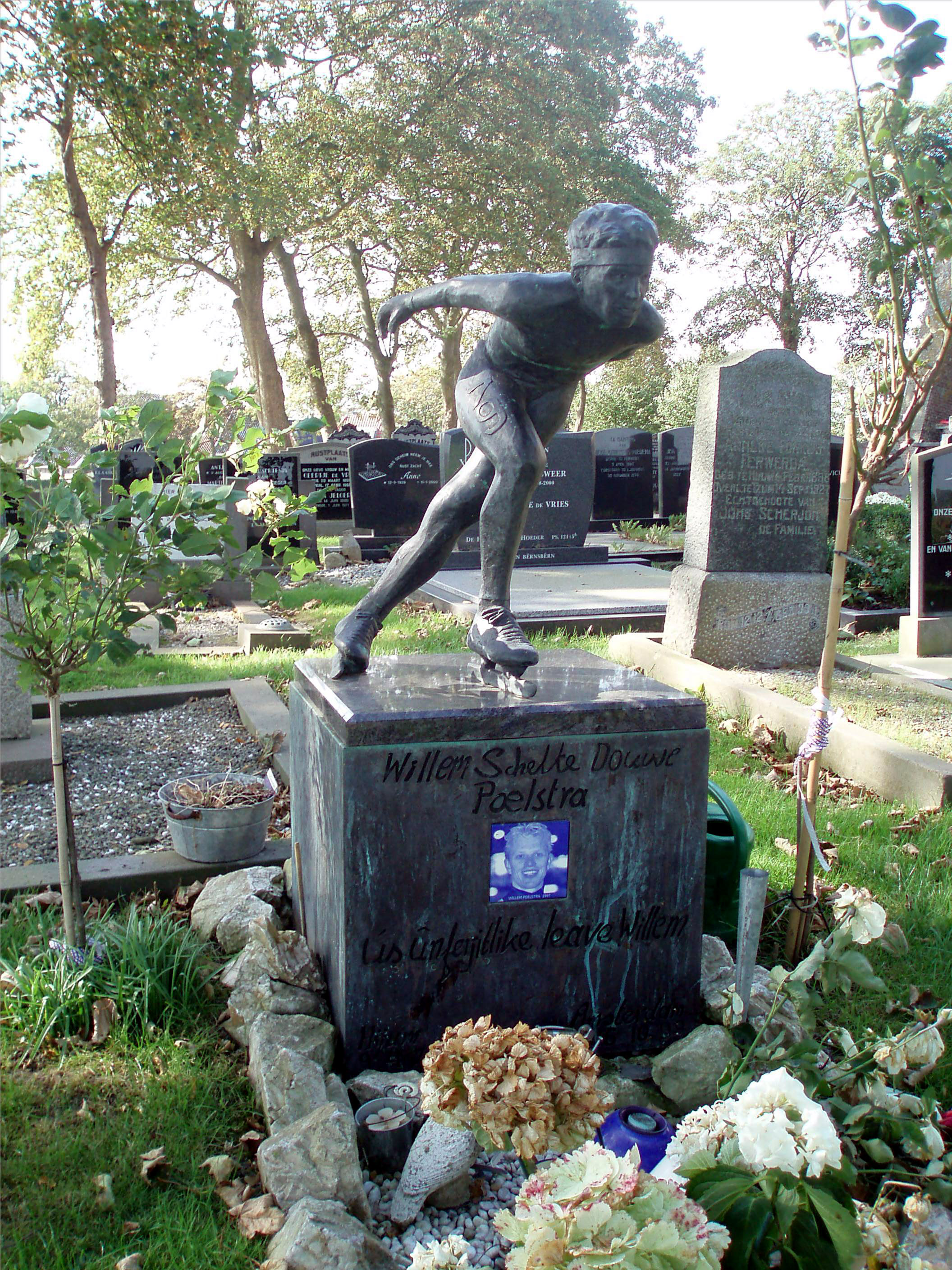
Надгробок ковзаняра-марафонця Віллема Пулстри